# Ian Murray (Fußballspieler)
Ian William Murray (* 20. März 1981 in Edinburgh, Schottland) ist ein ehemaliger schottischer Fußballspieler und aktueller Trainer. Murray war in seiner aktiven Karriere sehr vielseitig und wurde daher auf etlichen Positionen eingesetzt. Meistens spielte der Schotte aber in der Innenverteidigung oder im defensiven Mittelfeld. Nach Ende seiner Spielerkarriere wurde er Trainer.

## Karriere als Spieler

### Vereine
1999 stieß er zu der Profimannschaft seines Heimatvereines Hibernian Edinburgh. Im darauffolgenden Jahr wurde er an Alloa Athletic verliehen und kehrte im Jahr 2001 nach nur zwei Einsätzen für Alloa wieder zu Hibernian zurück. Sein erster Einsatz im UEFA-Pokal fand am 20. September 2001 bei einer 0:2-Auswärtsniederlage gegen den AEK Athen statt. In der Saison 2004/05 war er Kapitän von Hibernian, bis er im Jahr 2005 zu einem der beiden stärksten Vereine der schottischen Liga, den Glasgow Rangers wechselte. Sein Debüt in der UEFA Champions League gab er am 13. September bei einem 3:2-Heimsieg der Rangers gegen den FC Porto in der Gruppenphase. Murray fiel die gesamte Hinrunde seiner zweiten Saison (2006/07) bei den Rangers wegen der Reiter-Krankheit aus, und auch in der Rückrunde fand er nicht zur alten Form vor der Erkrankung zurück. 2007 wechselte er nach England zu Norwich City, wo er am 25. August 2007 sein Debüt gegen Hull City gab. Auch bei Norwich City plagten Murray gesundheitliche Probleme und er spielte sehr selten. 2008 kehrte er zu seinem ersten Verein Hibernian Edinburgh zurück und blieb dort bis 2012. Er stand anschließend ein Jahr bei Brechin City unter Vertrag, kam aber nur zu einem Einsatz. Für die Saison 2013/14 wechselte er zum zweitklassigen FC Dumbarton. Sein letztes Spiel war am 4. Dezember 2013 ein 1:1 gegen seinen ehemaligen Verein Alloa Athletic. Im Sommer 2014 beendete Murray seine Karriere als Spieler.

### Nationalmannschaft
Murray war Kapitän der schottischen U-21-Auswahl. Sein Debüt für die A-Nationalmannschaft gab er beim 3:1-Sieg über Kanada im Oktober 2002. Erst zwei Jahre später im Oktober 2004 absolvierte Murray sein zweites Spiel für Schottland, als er im Qualifikationsspiel für die Weltmeisterschaft 2006 gegen Moldawien bei einem 1:1-Unentschieden für eine Halbzeit eingesetzt wurde. Murray hatte sein erstes Spiel von Beginn an gegen Belarus, das mit 1:0 verloren ging. Insgesamt absolvierte Murray sechs Spiele für Schottland.

## Karriere als Trainer
Seine Trainerlaufbahn begann Murray beim FC Dumbarton am 22. November 2012. Dort war er bis Mai 2015 tätig, dann wechselte er zum FC St. Mirren, den er im Dezember wieder verließ. Es folge eine Zeit als Co-Trainer unter seinem Landsmann Kevin Nicol beim norwegischen Drittligisten Asker Fotball. Seit dem 19. Oktober 2018 ist Murray Cheftrainer des schottischen Vereins FC Airdrieonians.